# Doboj (kommun)
Kommunen Doboj (serbiska: Grad Doboj, kyrillisk skrift: Град Добој) är en kommun i Serbiska republiken i norra Bosnien och Hercegovina. Kommunen hade 71 441 invånare vid folkräkningen år 2013, på en yta av 655,20 km².
Av kommunens befolkning är 73,67 % serber, 21,45 % bosniaker, 2,58 % kroater, 0,22 % bosnier och 0,22 % romer (2013).